# Kreis Greifenhagen
Der Kreis Greifenhagen war bis 1945 ein preußischer Landkreis in Pommern. Seine Kreisstadt war die Stadt Greifenhagen. Bis 1939 lag der Kreis vollständig in Hinterpommern, bevor er um ein zu Vorpommern gehörendes Gebiet westlich der Oder vergrößert wurde. Nach Einstellung der Kampfhandlungen am Ende des Zweiten Weltkriegs wurde der östliche Teil des Kreisgebiets – militärische Sperrgebiete ausgenommen – seitens der sowjetischen Besatzungsmacht der Volksrepublik Polen zur Verwaltung  unterstellt.

## Geographie
Der Kreis in seiner Ausdehnung von 1939 bis 1945 hatte eine Fläche von 1454 km². Das Kreisgebiet lag beiderseits der Oder südlich von Stettin. Der Süden war geprägt von den ertragreichen Ackerböden des Bahner Landes, und im Nordosten bestimmten die Buchen- und Kiefernwälder der Buchheide die Landschaft. Das ehemalige Randower Kreisgebiet westlich der Oder bestand aus der fruchtbaren Randower Hochfläche, begrenzt von den Sumpfgebieten des Randowgrabens. Bei Greifenhagen mündet der Fluss Thue in die Oder.
Zum Ende des Zweiten Weltkrieges gehörten zum Kreis die fünf Städte Greifenhagen (1939: 9855 Einw.), Gartz (Oder) (4158), Bahn (2587), Fiddichow (2496) und Penkun (1892) sowie 105 Landgemeinden und ein gemeindefreier Gutsbezirk. Mit 36 Prozent waren die meisten Beschäftigten in der Land- und Forstwirtschaft tätig. Nennenswerte Industrie war nur in der Kreisstadt Greifenhagen ansässig.
Heute liegt der Ostteil des ehemaligen Kreises in der polnischen Woiwodschaft Westpommern. Die in Deutschland verbliebenen Teile des Kreises gehören heute zum Landkreis Vorpommern-Greifswald in Mecklenburg-Vorpommern und zum Landkreis Uckermark in Brandenburg.

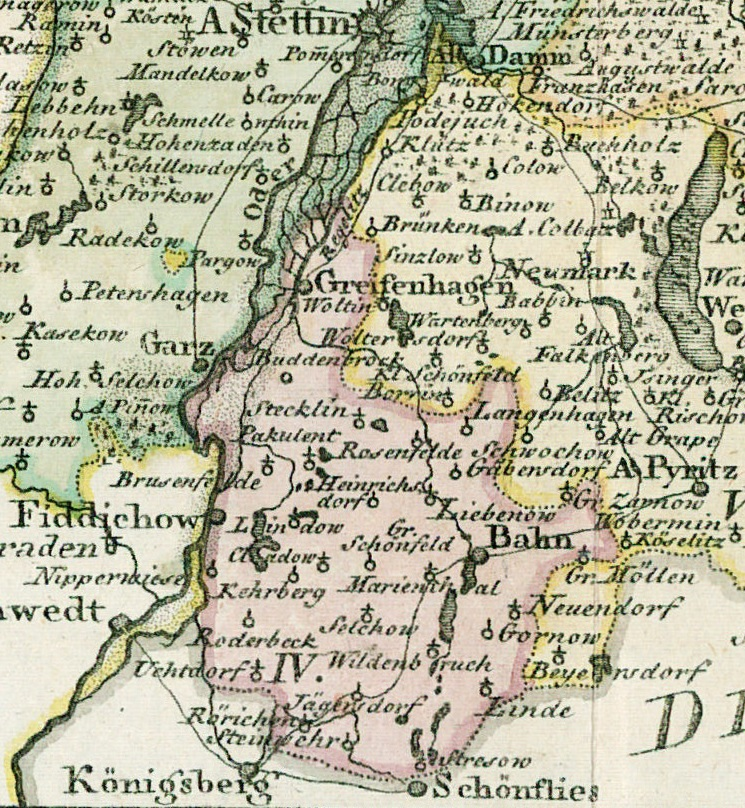
Der Kreis Greifenhagen im 18. Jahrhundert

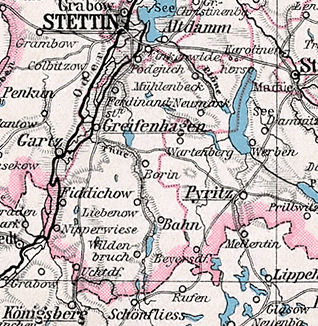
Der Kreis Greifenhagen von 1818 bis 1939

Der Kreis Greifenhagen von 1939 bis 1945

Lage in Pommern von 1939 bis 1945

## Verwaltungsgeschichte

### Preußen
Das Gebiet des späteren Kreises Greifenhagen gehörte seit dem 12. Jahrhundert zum Herrschaftsbereich der pommerschen Herzöge. Als Grenzgebiet zu Brandenburg waren die südlichen Bereiche lange Zeit zwischen den beiden Herrschaftsgebieten Gegenstand von Grenzkriegen. Nach dem Dreißigjährigen Krieg kam das Gebiet zu Schwedisch-Pommern und später mit dem Frieden von Stockholm von 1720 zum preußischen Herzogtum Hinterpommern. In Hinterpommern wurde 1723/24 eine Kreisreform durchgeführt. Die Zahl der Kreise und zugehörigen Landräte wurde fühlbar reduziert, um die starke territoriale Zersplitterung zu verringern, die durch die komplizierten adligen Besitzstände in Hinterpommern entstanden war. Der Kreis Greifenhagen umfasste nunmehr die Städte Bahn, Fiddichow und Greifenhagen, die königlichen Ämter Fiddichow und Wildenbruch sowie eine Reihe von adligen Dörfern und Gütern.
Durch die Provinzialbehörden-Verordnung vom 30. April 1815 wurde der Kreis Greifenhagen Teil des Regierungsbezirks Stettin in der Provinz Pommern. Bei der Kreisreform von 1818 im Regierungsbezirk Stettin wurde der Kreis Greifenhagen um Teile des Kreises Pyritz, darunter das Amt Kolbatz, vergrößert:
Der Kreis Greifenhagen umfasste 1871 drei Städte, 80 Landgemeinden und 38 Gutsbezirke. Zum 30. September 1928 fand im Kreis wie im übrigen Preußen eine Gebietsreform statt, bei der alle Gutsbezirke bis auf einen aufgelöst und benachbarten Landgemeinden zugeteilt wurden.
Am 15. Oktober 1939 fand im Raum Stettin eine umfassende Gebietsreform statt:
- Die Gemeinden Buchholz, Hökendorf, Mühlenbeck und Sydowsaue schieden aus dem Kreis Greifenhagen aus und wurden in den Stadtkreis Stettin eingegliedert.
- Der Kreis Randow wurde aufgelöst. Sein südlicher Teil kam zum Kreis Greifenhagen, der damit erstmals auf das Oderufer übergriff. Dies betraf die Städte Gartz a./Oder und Penkun sowie die Gemeinden Barnimslow, Blumberg, Casekow, Damitzow, Friedrichsthal i. Pom., Geesow, Glasow, Grünz, Hohenholz, Hohenreinkendorf, Hohenselchow, Jamikow, Kolbitzow, Krackow, Kummerow, Kunow, Ladenthin, Lebehn, Luckow, Mescherin, Nadrensee, Pargow, Petershagen, Pinnow, Pomellen, Rosow, Schillersdorf, Schmellenthin, Schönfeld, Schöningen, Schönow, Sommersdorf, Storkow, Tantow, Wartin, Wollin und Woltersdorf.[1]

### SBZ und DDR
Der östliche Teil des Kreis, darunter der gesamte Altkreis von vor 1939, militärische Sperrgebiete ausgenommen, wurde nach dem Zweiten Weltkrieg seitens der sowjetischen Besatzungsmacht der Volksrepublik Polen zu Verwaltung unterstellt. In der Folgezeit wurden die einheimischen Bewohner des östlichen Kreisgebiets von der polnischen Administration vertrieben.
Aus dem westlich der Oder-Neiße-Linie liegenden Gebiet, das bis 1939 zum Kreis Randow gehört hatte, wurde ein neuer Landkreis Randow gebildet, der bei der DDR-Kreisreform von 1950 endgültig aufgelöst und auf den Landkreis Angermünde, den Landkreis Pasewalk und den Landkreis Prenzlau aufgeteilt wurde.

## Einwohnerentwicklung
| Jahr | Einwohner | Quelle |
| ---- | --------- | ------ |
| 1797 | 16.092    | [ 9 ]  |
| 1816 | 18.501    | [ 10 ] |
| 1846 | 43.811    | [ 11 ] |
| 1871 | 53.162    | [ 7 ]  |
| 1890 | 50.737    | [ 1 ]  |
| 1900 | 48.258    | [ 1 ]  |
| 1910 | 47.827    | [ 1 ]  |
| 1925 | 52.273 1  | [ 12 ] |
| 1933 | 55.281    | [ 1 ]  |
| 1939 | 57.794    | [ 1 ]  |

## Politik

### Landräte
- vor 1723–174000Alexander Magnus von Kunow (1694–1740)
- 1740–174200Gustav Eberhard von Greiffenpfeil (~1700–1775)
- 1742–175200Daniel Levin Andreas von der Schulenburg (1690–1752)
- 1752–177300Joachim Abraham von Oesterling (1724–1783)
- 1774–183200Franz von Steinaecker (1750–1832)
- 1832–185100Karl von Steinaecker (1778–1854)
- 1851–186600Karl Tessmar
- 1866–188300Johann Ludwig Coste (1809–1886)
- 1883–188500Andersen
- 1885–189000Georg von Scheller (1851–1937)
- 1890–190000Maximilian Breyer
- 1900–193000Gustav Köhler († 1947)
- 1930–193400Wilhelm Kleibömer[13]
- 1934–193500Erich Mehliß (1899–1972)
- 1935–193800Ludwig Förster (1899–1965)
- 1938–193900Walter Hachtmann
- 1940–194500Richard von Winterfeld (1884–1965)

### Reichstagswahl 1933
In Hinterpommern, insbesondere in den von der Landwirtschaft geprägten Gebieten waren die Menschen konservativ eingestellt. Trotz der Nähe zur Großstadt Stettin machte der Kreis Greifenhagen keine Ausnahme. Das zeigt das Ergebnis der letzten Reichstagswahl 1933, als allerdings schon unter dem Eindruck der verstärkten Nazipropaganda die linken Parteien SPD und KPD zusammen nur 22 Prozent (deutschlandweit 31 %) der Wählerstimmen erhielten. Insgesamt sah das Wahlergebnis vom März 1933 im Kreis folgendermaßen aus:

### Kommunalverfassung
Der Kreis Greifenhagen gliederte sich in Städte, in Landgemeinden und – bis zu deren nahezu vollständiger Auflösung im Jahr 1928 – in selbstständige Gutsbezirke. Mit Einführung des preußischen Gemeindeverfassungsgesetzes vom 15. Dezember 1933 gab es ab dem 1. Januar 1934 eine einheitliche Kommunalverfassung für alle preußischen Gemeinden. Mit Einführung der Deutschen Gemeindeordnung vom 30. Januar 1935 trat zum 1. April 1935 im Deutschen Reich eine einheitliche Kommunalverfassung in Kraft, wonach die bisherigen Landgemeinden nun als Gemeinden bezeichnet wurden. Eine neue Kreisverfassung wurde nicht mehr geschaffen; es galt weiterhin die Kreisordnung für die Provinzen Ost- und Westpreußen, Brandenburg, Pommern, Schlesien und Sachsen vom 19. März 1881.

## Amtsbezirke, Städte und Gemeinden

### Amtsbezirke
Die Landgemeinden des Kreises waren in den 1930er Jahren in 20 Amtsbezirke gegliedert. Die Städte des Kreises waren amtsfrei.
- Amtsbezirk Belkow
- Amtsbezirk Borin
- Amtsbezirk Brusenfelde
- Amtsbezirk Buddenbrock-Kronheide
- Amtsbezirk Eichwerder
- Amtsbezirk Garden
- Amtsbezirk Heinrichsdorf
- Amtsbezirk Hohenkrug
- Amtsbezirk Hökendorf
- Amtsbezirk Klebow
- Amtsbezirk Kolbatz
- Amtsbezirk Liebenow
- Amtsbezirk Mühlenbeck
- Amtsbezirk Nipperwiese
- Amtsbezirk Roderbeck
- Amtsbezirk Rosenfelde
- Amtsbezirk Selchow
- Amtsbezirk Sinzlow
- Amtsbezirk Steinwehr
- Amtsbezirk Wildenbruch

### Städte und Gemeinden 1939
Vor der Gebietsreform von 1939 im Raum Stettin umfasste der Altkreis Greifenhagen drei Städte, 72 Gemeinden und einen gemeindefreien Gutsbezirk. Das gesamte Gebiet lag östlich der Oder und fiel 1945 vollständig an Polen.
- Bahn, Stadt
- Bartikow
- Bayershöhe
- Belkow
- Binow
- Borin
- Brenkenhofswalde
- Brünken
- Brusenfelde
- Buchholz
- Buddenbrock
- Dobberphul
- Ferdinandstein
- Fiddichow, Stadt
- Garden
- Gebersdorf
- Gornow
- Greifenhagen, Stadt
- Groß Schönfeld
- Heidchen
- Heinrichsdorf
- Hofdamm
- Hökendorf
- Jädersdorf
- Jägersfelde
- Jeseritz
- Karolinenhorst
- Kehrberg
- Kladow
- Klebow
- Klein Möllen
- Klein Schönfeld
- Klein Zarnow
- Kolbatz
- Kolow
- Kortenhagen
- Kranzfelde
- Kronheide
- Kublank
- Kunow
- Langenhagen
- Liebenow
- Linde
- Lindow
- Marienthal
- Marwitz
- Mönchkappe
- Moritzfelde
- Mühlenbeck
- Neu Zarnow
- Neuendorf
- Neumark
- Nipperwiese
- Pakulent
- Reckow
- Retzowsfelde
- Roderbeck
- Rohrsdorf
- Rörchen
- Rosenfelde
- Seelow
- Selchow
- Sinzlow
- Spaldingsfelde
- Stecklin
- Steinwehr
- Stresow
- Sydowsaue
- Thänsdorf
- Uchtdorf
- Wierow
- Wildenbruch
- Wintersfelde
- Woltersdorf
- Woltin
- Forst Buchheide, Gutsbezirk

### Gebietsreform 1939
Am 15. Oktober 1939 kamen die zwei Städte Gartz und Penkun sowie 37 weitere Gemeinden aus dem aufgelösten Kreis Randow zum Kreis Greifenhagen hinzu. Dieses Gebiet lag westlich der Oder und gehörte historisch zu Vorpommern. Bis auf sechs Gemeinden im sogenannten Stettiner Zipfel verblieb dieses Gebiet 1945 in Deutschland.
- Barnimslow 1
- Blumberg
- Casekow
- Damitzow
- Friedrichsthal
- Gartz a./Oder, Stadt
- Geesow
- Glasow
- Grünz
- Hohenholz
- Hohenreinkendorf
- Hohenselchow
- Jamikow
- Kolbitzow 1
- Krackow
- Kummerow
- Kunow
- Ladenthin
- Lebehn
- Luckow
- Mescherin
- Nadrensee
- Pargow 1
- Penkun, Stadt
- Petershagen
- Pinnow
- Pomellen
- Rosow
- Schillersdorf 1
- Schmellenthin 1
- Schönfeld
- Schöningen 1
- Schönow
- Sommersdorf
- Storkow
- Tantow
- Wartin
- Wollin
- Woltersdorf

### Vor 1939 aufgelöste Gemeinden
- Klütz, am 1. April 1934 zu Sydowsaue

### Ortsnamen
Das anlautende C wurde 1910 in den folgenden Ortsnamen ersetzt:
- Carolinenhorst → Karolinenhorst
- Cladow → Kladow
- Colbatz → Kolbatz
- Colow → Kolow
- Cranzfelde → Kranzfelde
- Cunow → Kunow

## Verkehr
Der Kreis Greifenhagen wurde 1846 von der Strecke Stettin – Stargard der Berlin-Stettiner Eisenbahn-Gesellschaft nur am Nordrand gestreift >111.0<. Erst seit 1877 durchzog ihn entlang der Oder die Hauptlinie Stettin – Küstrin der Breslau-Schweidnitz-Freiburger Eisenbahn-Gesellschaft >122.0<.
Die östlich davon gelegenen Teile des Kreises wurden von den Kleinbahnstrecken der AG Greifenhagener Kreisbahnen erschlossen, an der der Kreis maßgeblich beteiligt war. Den Anfang machte 1895 die Verbindung von der Kreisstadt nach der Kleinstadt Bahn und weiter bis Wildenbruch im Süden >113.h<. Von ihr zweigte 1898 in Klein Schönfeld eine Linie nach der Nachbarkreisstadt Pyritz ab >113.h²<. Gleichzeitig erreichte eine Strecke von Finkenwalde bei Stettin die Gemeinde Neumark >113.i<. Von dort schloss man 1905 die Lücke nach Woltersdorf an der Pyritzer Linie >113.h³<.
Ferner war der Kreis durch die Fernstraße von Stettin nach Landsberg (Reichsstraße 113) erschlossen. Dazu kam die Oder als wichtige Wasserstraße. An der nördlichen Kreisgrenze verlief ab 1936 die Reichsautobahn Berlin – Stettin.
(Die Zahlen in >< beziehen sich auf das Deutsche Kursbuch 1939).

## Persönlichkeiten
- Aus Steinwehr stammt der Schauspieler Peter van Eyck (1913–1969).